# Het verhaal van de schijnheilige asceet
Het verhaal van de schijnheilige asceet is een volksverhaal uit India.

## Het verhaal
Makandika ligt op de oever van de Ganges en er woonde ooit een asceet. Hij leefde met andere heilige bedelmonniken in een klooster op het terrein van de godentempel. Op een dag komt hij bij het huis van een rijke koopman en ziet een mooi meisje met aalmoezen in haar hand. Hij wordt op slag verliefd en roept o, o, helaas. De koopman volgt hem naar het klooster en vraagt waarom hij de gelofte van stilzwijgen gebroken heeft. De asceet vertelt dat de dochter van de koopman een vreselijk lot wacht, als ze zal trouwen zal iedereen van de familie ten onder gaan. De asceet zegt dat hij de koopman helpen kan en laat de man zijn dochter 's nachts naar de rivier brengen in een mand met een licht in de top.
De koopman doet wat hij heeft gezegd en de asceet laat een leerling de mand halen, zonder dat iemand dit ziet. De mand mag niet opengemaakt worden, ook niet als er geluid uit komt. Een prins gaat zwemmen in de rivier en ziet de mand, hij laat zijn dienaren de mand uit het water halen en de prinses komt tevoorschijn. De prins wordt meteen verliefd en ze laten de mand weer in de rivier, nu met een wilde aap erin. De prins en zijn bruid zijn al vertrokken, als de leerlingen komen en de mand naar het klooster brengen.
De asceet vertelt dat hij de mand met magische spreuken bezweren zal en gaat met de mand naar boven. De aap springt uit de mand en bijt een stuk van de neus van de asceet. Ook rukt hij de oren van de asceet kapot en de asceet rent naar beneden. De leerlingen horen de volgende dag wat er is gebeurd en moeten lachen. De koopman is blij en zijn dochter ook, want ze heeft nu een voortreffelijke man.

## Achtergronden
- Het verhaal komt uit de Kathastsaritasastgara.
- De gelofte om niet te spreken (mauna-vrata) is een onderdeel van Yoga om het zintuigelijk contact met de wereld op te heffen.
- De menselijke geest die nog in het web zit van ego-gevoelens en begeerte wordt in India voorgesteld als een aap in een kooi.
- Het verhaal kan gezien worden als kritiek op uiterlijk religieus vertoon van Yogi's, het heeft geen zin zolang er zich innerlijk geen wezenlijke verandering voordoet.
- In De legende van de Lawoe begeert Semar de sterren, maar krijgt een aap (Hanuman) en delft het onderspit.